# Sam Way
Sam Way (Exeter, 7 marzo 1987) è un modello britannico.

## Carriera
Di origini israeliane, Sam Way inizia giovanissimo la propria carriera nel mondo della moda, grazie ad un contratto con la Models 1 Agency. Diventa popolare nell'ambiente dopo essere stato fotografato insieme a Kate Moss dal fotografo Bruce Weber per la rivista Vogue Hommes International nel 2006.
Nel corso della sua carriera è stato testimonial di Thomas Pink, Jitrois, Belstaff, Dormeuil, Dsquared², Frankie Morello, Kim Jones, Hugo Boss, Abercrombie & Fitch, Ermanno Scervino, Iceberg, Pull & Bear, Dolce e Gabbana  e    Tommy Hilfiger. È inoltre comparso nelle riviste V, Numéro Homme, Rodeo e sulla copertina di Tetu.
Nel 2009 è stato scelto, insieme a Daniel Pimentel e Tony Ward come testimonial per la campagna pubblicitaria internazionale del profumo Only the Brave della Diesel.
Dal 2011, prende parte alla campagna pubblicitaria "The Hilfigers" della Tommy Hilfiger, la quale rappresenta idealmente la famiglia americana.

## Agenzie
- Marilyn Agency
- Models 1 Agency
- Wilhelmina Models
- Why Not Model Agency
- Traffic Models